# پاسکال بریر
پاسکال بریر (انگلیسی: Pascal Breier؛ زادهٔ ۲ فوریهٔ ۱۹۹۲) بازیکن فوتبال اهل آلمان است که در پست مهاجم بازی می‌کند.
از باشگاه‌هایی که در آن بازی کرده‌است می‌توان به باشگاه فوتبال اشتوتگارت اشاره کرد.
وی همچنین در تیم‌های ملی فوتبال جوانان آلمان، Germany national under-16 football team، و جوانان آلمان بازی کرده‌است.